# Вороцевичі
Вороцевичі (Ворочивиці, біл. Варацэвічы) — село в Білорусі, у Іванівському районі Берестейської області. Орган місцевого самоврядування — Горбаська сільська рада.

## Географія
Розташоване за 12 км на захід від Іванового.

## Історія
Вперше згадується в XV столітті як поселення Пинського князівства. Власниками села були Протасовичі, Гричини, Любельські, Щапи. У Вороцевичах було знайдено грошовий скарб, який датують 1645 роком.

## Населення
За переписом населення Білорусі 2009 року чисельність населення села становила 423 особи.

## Особистості

### Народилися
- Наполеон Орда (1807—1883), польський художник та літератор[2].
- Жигаревич Марія Миронівна («Наркоза», 1922 — ?), спецкур'єр ОУН між «Дубовим» (Іваном Литвинчуком) та «Лемішем» (Василем Куком)[3].